# 계산 가능한 수
계산 가능한 수(computable number) 또는 재귀적 수(recursive number), 계산 가능한 실수는 수학, 특히 전산학과 수리논리학에서, 유한한 수의 알고리즘을 통해 임의의 유한한 정확도로 구할 수 있는 수를 말한다. μ-재귀함수, 튜링 기계, λ-칼큘러스 등을 통해 다른 동등한 정의를 내릴 수도 있다. 계산 가능한 수들로 닫힌 실수체를 만들 수 있고, 수학적인 용도로 실수체를 거의 어느 정도 대체할 수 있다.

## 같이 보기
- 작도 가능한 수